# Lucky Luke: La fiebre del oeste
Lucky Luke: La fiebre del oeste (en francés Lucky Luke: La Fièvre de l'ouest) es videojuego de disparos en tercera persona desarrollado por Kalisto Entertainment y publicado por Infogrames, en asociación con Lucky Comics, publicado el 31 de octubre de 2001 en Europa en Windows y PlayStation.
Es el segundo videojuego tridimensional de la franquicia Lucky Luke, la sexta obra del nombre, que sucede a Sur la piste des Dalton lanzado en 1998, y precede a Le Fil qui chante lanzado en 2007. Recibió críticas negativas.
El juego presenta personajes de la serie de cómics Lucky Luke, específicamente, su caballo Jolly Jumper y el perro Rantanplan, ambos embarcados en una nueva aventura. 

## Trama
La escena de la introducción comienza en un desierto en el oeste de Estados Unidos, Lucky Luke monta pacíficamente en Jolly Jumper mientras se dirige hacia el sol poniente y se prepara para cantar su famosa canción: «Soy un pobre vaquero solitario y muy lejos de casa». 

## Recepción
El juego recibió críticas mixtas a negativas. Jeuxvideo.com lo cita como un juego «a medio terminar» y «vacío, repetitivo y feo», calificándolo con un 30/100.